# Paulo Adalberto Alves Ferreira
Paulo Adalberto Alves Ferreira, conhecido como Paulo Ferreira ou Ferreira (Santiago do Boqueirão, 4 de fevereiro de 1959), é um político brasileiro, ex-tesoureiro do Partido dos Trabalhadores (PT), foi preso durante a Operação Custo Brasil. É filiado ao PT desde 1985.

## Biografia
Amigo de José Dirceu e próximo de Lula, apesar de gaúcho era parte do grupo dominado por paulistas que comanda o partido há décadas. Esta confiança lhe fez ser o escolhido para tesoureiro do partido, na sucessão de Delúbio Soares no auge do escândalo do mensalão em 2005, permanecendo até o início de 2010, quando transmitiu o posto a João Vaccari Neto para investir em sua própria campanha eleitoral.
Concorreu com o apelido de Ferreira à deputado federal nas eleições de 2010, gastando 1,48 milhão de reais, obtendo 1,29 por cento dos votos, ficando como suplente. Assumiu, como suplente, o mandato de deputado federal, na Legislatura em 14 de março de 2012, afastando-se em 17 de março de 2014. Foi vice-líder do PT na Câmara entre 27 de março de 2012 e 12 março de 2013.
Concorreu novamente nas eleições de 2014, desta vez como Paulo Ferreira, gastou 1,3 milhão de reais, obtendo 0,74 por cento dos votos, novamente ficando como suplente. Tendo arrecadado apenas 594 mil reais, dizia que era um "deputado com dívidas". Sem mandato, ocupou cargos de confiança no congresso, como assessor de Sibá Machado.
Se apresentou à Justiça e foi preso em junho de 2016, durante a Operação Custo Brasil que buscava desbaratar um esquema acusado de fraudar um serviço de gestão de crédito consignado a funcionários públicos. De acordo com as investigações, a empresa contratada para o serviço, o Grupo Consist, cobrava mais do que deveria e repassava 70% do seu faturamento para o PT e para políticos. A propina paga entre 2009 e 2015 teria chegado a cerca de 100 milhões de reais.
Paulo Ferreira permaneceu na cadeia, após ser determinada sua prisão na Operação Abismo, réu no processo que apura irregularidades nas obras do Centro de Pesquisas e Desenvolvimento (Cenpes) da Petrobras, acusado de lavagem de dinheiro e corrupção. As investigações apontaram que Paulo Ferreira utilizou uma madrinha de bateria, um cantor de escola de samba e seus próprios filhos como destinatários de dinheiro sujo do esquema. Amigos de Ferreira na escola de samba Estado Maior da Restinga receberam depósitos de dinheiro que, segundo o Ministério Público, tinam origem na propina cobrada de empreiteiras que participavam de obras no Cenpes. Paulo Ferreira financiou escolas de samba de Porto Alegre e blogs e em troca recebia matérias elogiosas a sua atuação no universo do carnaval e homenagens, apelidado “O Rei do carnaval” foi até enredo da escola de samba Academia de Samba Praiana em Porto Alegre.
Detido no presídio de Tremembé foi libertado em fevereiro de 2017, depois de ter pago parcialmente a fiança de 200 mil reais.
Foi citado na delação do ex-executivo do grupo Odebrecht (atual Novonor), Alexandrino de Alencar por receber 200 mil reais de doação via caixa dois para a campanha eleitoral de 2010. O repasse, além do pretexto da campanha, teria sido para manter um bom relacionamento com Tereza Campello, esposa de Paulo Ferreira e uma das coordenadoras do gabinete de Dilma Rousseff, então chefe da Casa Civil do Governo Lula. Tereza foi depois ministra do Desenvolvimento Social durante o governo Dilma.